# Lingkor (Hüttenberg)

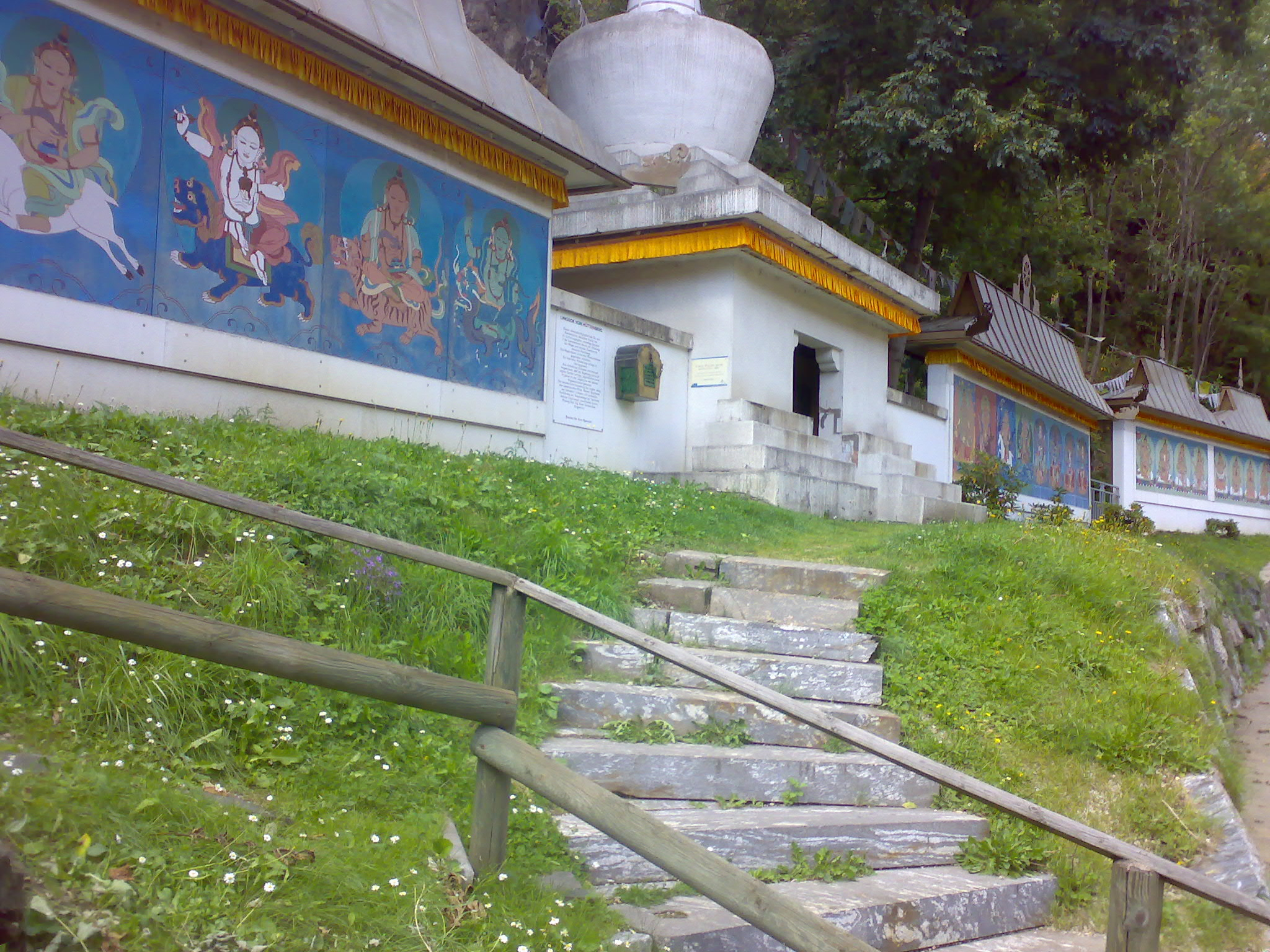
Am Anfang des Pfades

Der Lingkor von Hüttenberg im Görtschitztal in Unterkärnten ist ein tibetischer Pilgerpfad.
Er ist in die Felswand gegenüber dem Heinrich-Harrer-Museum gebaut.
Der Name bezieht sich auf den Lingkhor in Lhasa, den Pilgerweg um die Stadt und drei von deren vier Haupttempeln (Ling; Lingkhor ‚um die Lings‘).

## Anlage

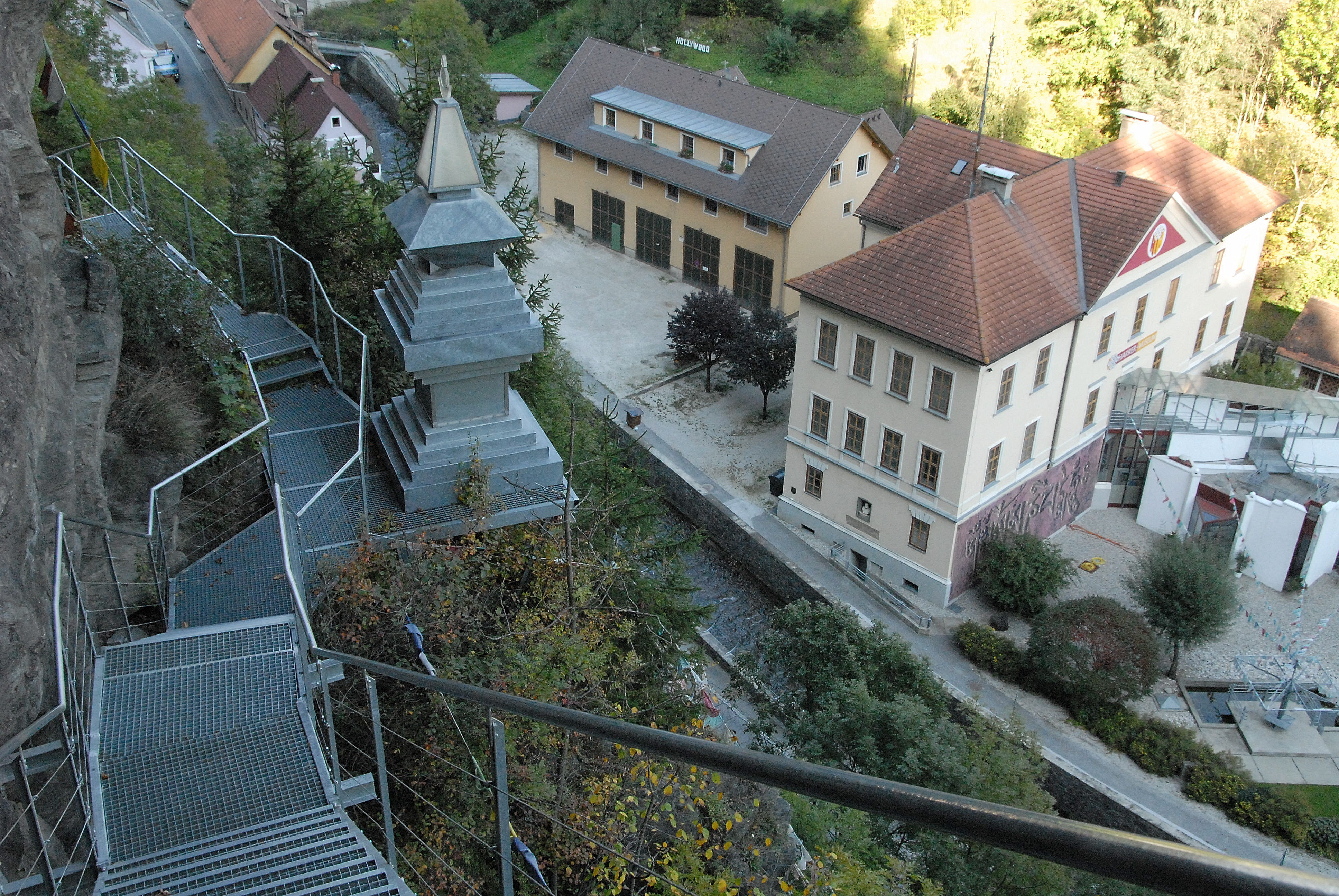
Blick zurück aufs Harrer-Museum

Der frei zugängliche Lingkor lädt zum Kennenlernen tibetischer Kultur ein. Er führt an zahlreichen sakralen Kleinbauten entlang, Chörten (buddhistische Stupas), Manimauern, Bildwänden, Gebetsnischen, Gebetsmühlen, und ähnlichem. Die – in der Tradition des Lamaismus – korrekte Wanderung erfolgt im Uhrzeigersinn. Der Pfad selbst besteht zum Großteil aus einer Stahl-Stiegenanlage. 

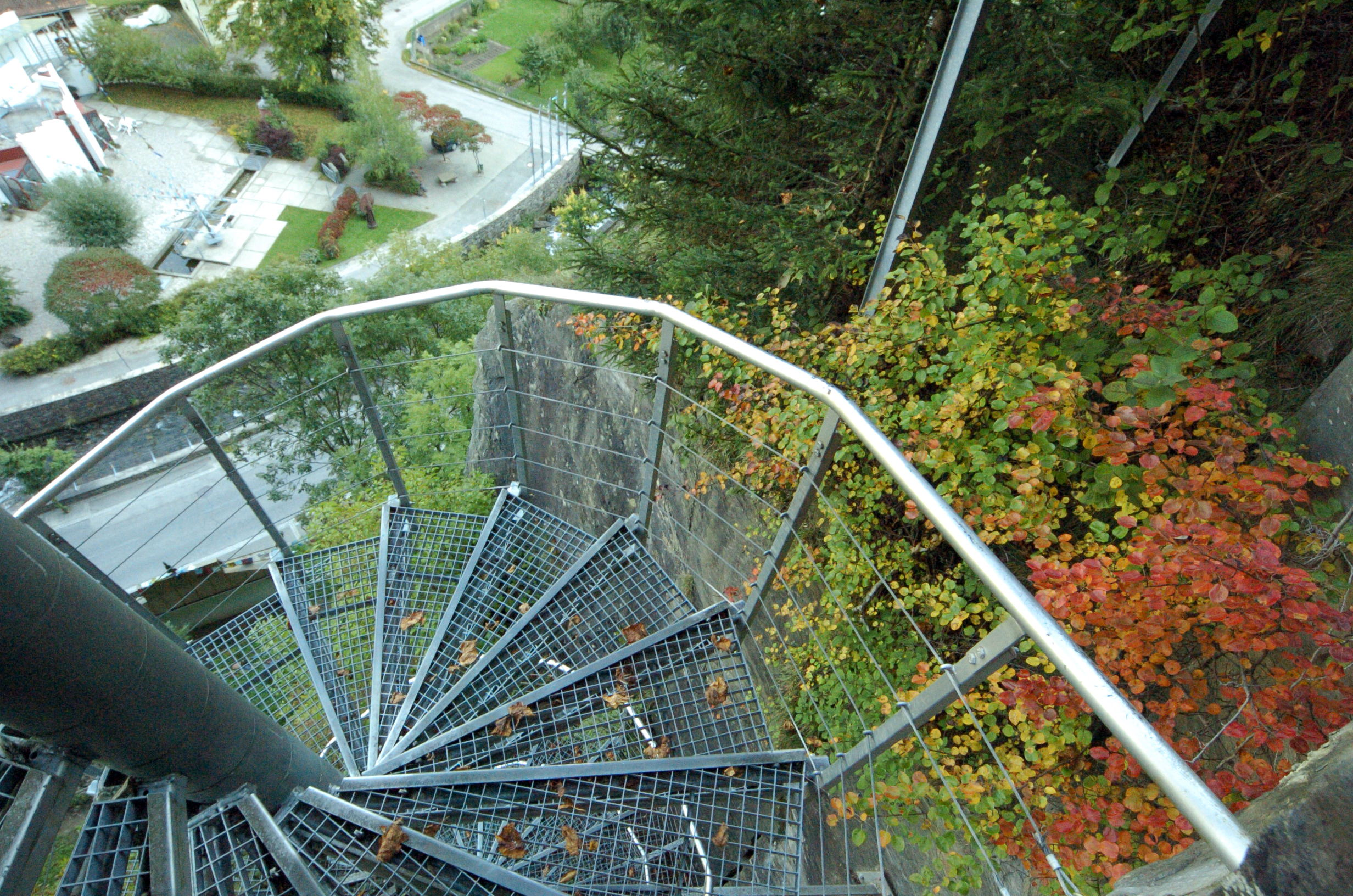
Wendeltreppe des Lingkor
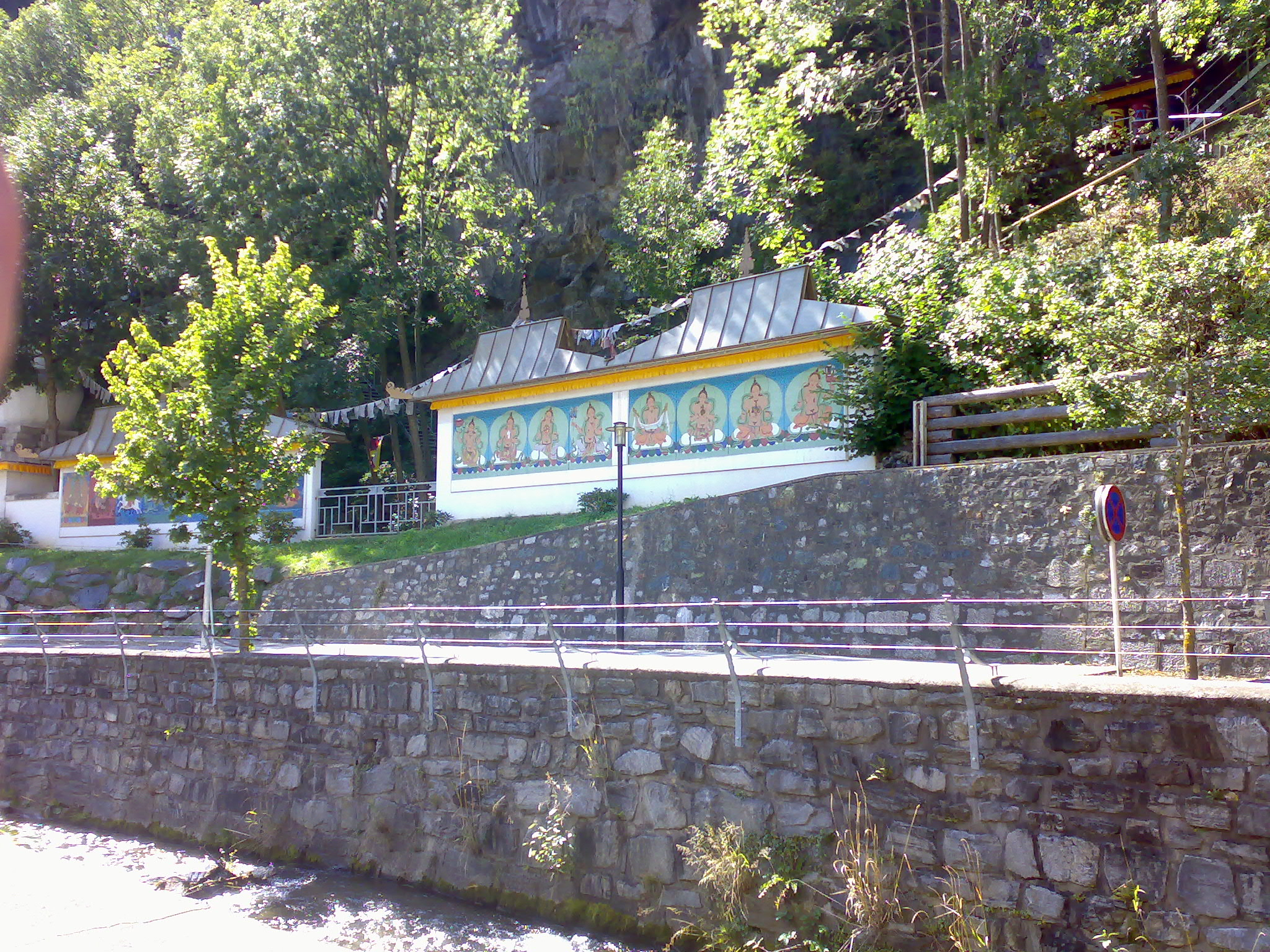
Heiligenwand
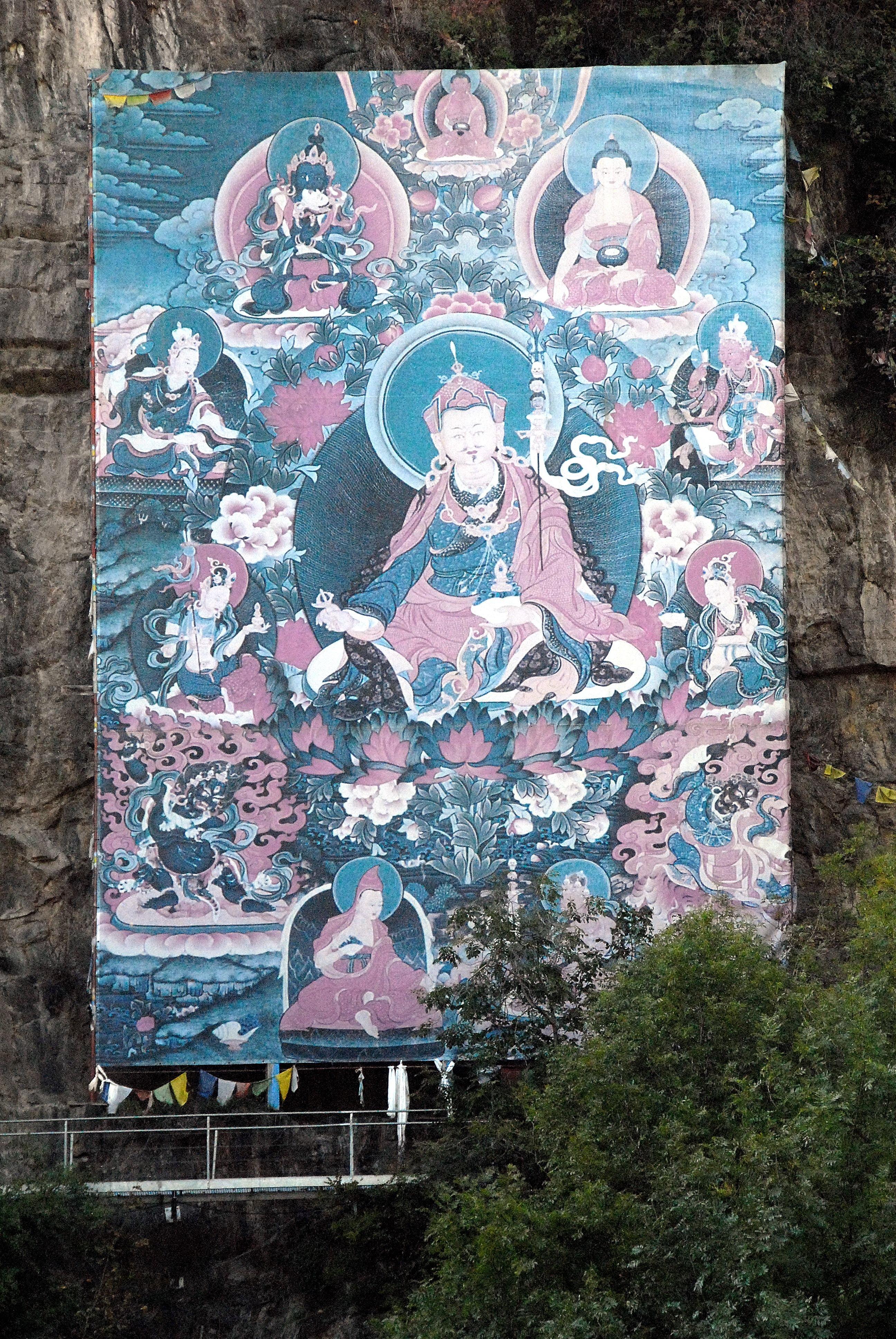
Großflächige Buddha-Darstellung
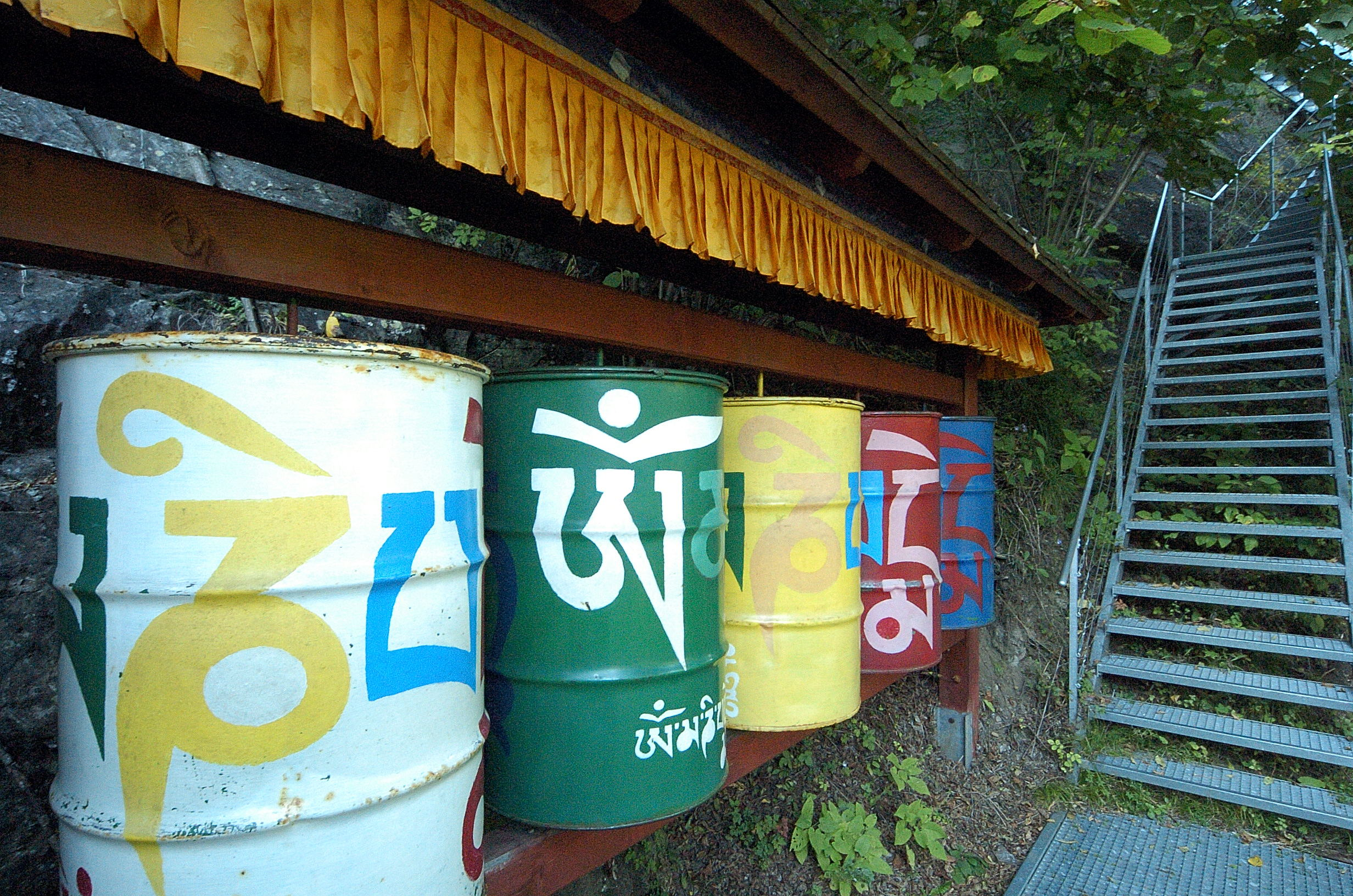
Gebetsmühlen
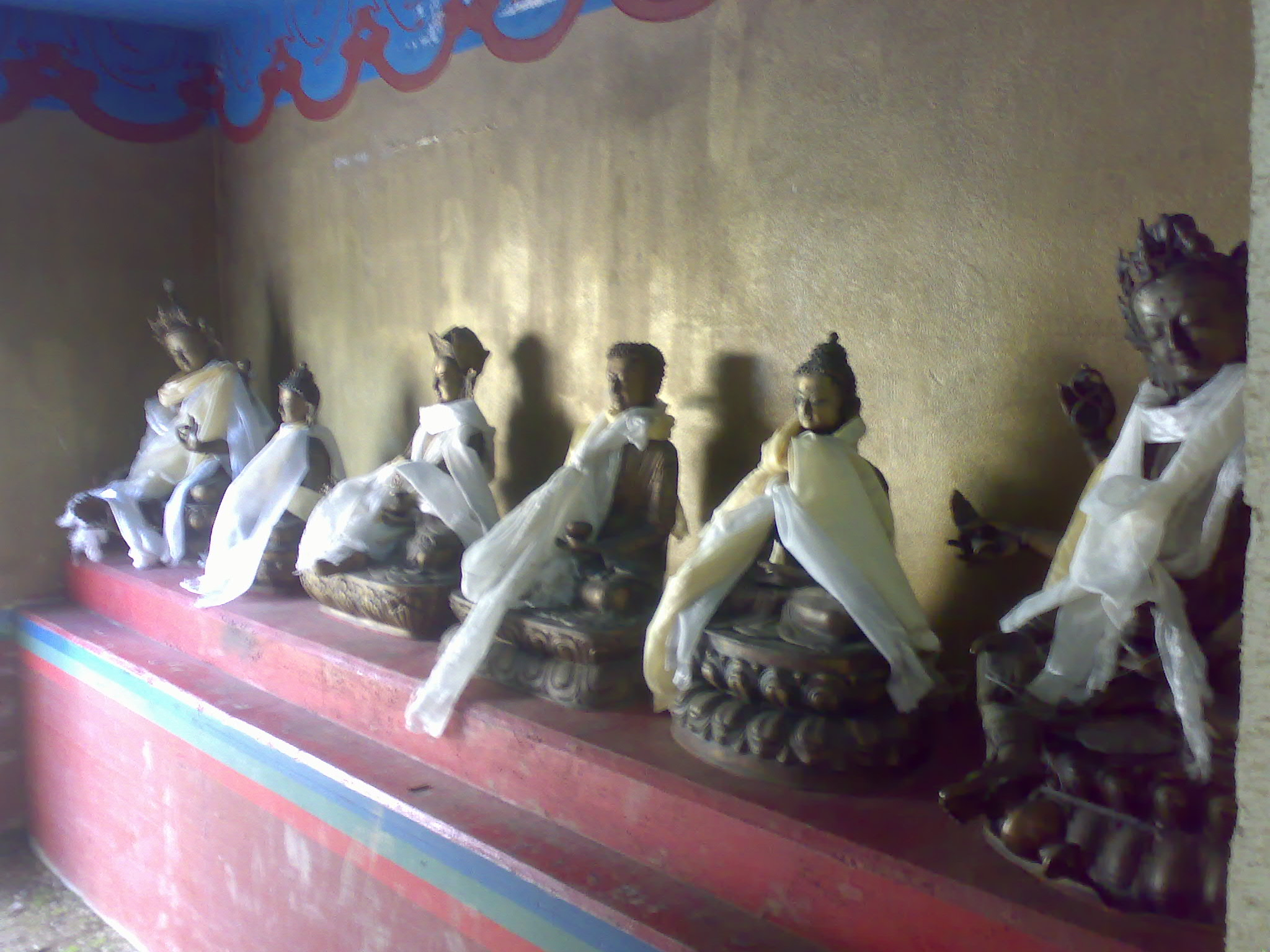
Nische mit Buddha-Statuetten

## Geschichte
Hüttenberg ist der Geburts- und Wohnort des 2006 verstorbenen Bergsteigers, Forschungsreisenden, Geographen und Autoren Heinrich Harrer. Er war auch Lehrer des 14. Dalai Lama Tendzin Gyatsho und zeitlebens verband die beiden eine innige Freundschaft. Diese war auch der Anlass für die Errichtung des Lingkor in Hüttenberg. Er gehörte ursprünglich zu dem unter Landeshauptmann Jörg Haider betriebenen Großprojekt einer Universität für tibetische Medizin und Philosophie mit angeschlossenem Hotel, das aber an der Finanzierung scheiterte.  Später – 2008 – wurde mit dem Tibetzentrum Institut oben in Knappenberg ein nicht-religionsgebundenes tibetisches Bildungsinstitut unter der Schirmherrschaft des Dalai Lama realisiert.
Der Stahlbau stammt aus der Schmiede Helmut Unterweger aus Althofen. Für die technische Planung zeichnet der Klagenfurter Peter Schallaschek verantwortlich. Die künstlerische Gestaltung oblag dem akademischen Maler Werner Engelmann aus Steinsdorf in Bayern. Der Dalai Lama segnete diesen Pilgerpfad bei seinem Besuch in Hüttenberg am 23. Oktober 2002.
2015 wurde der Pfad nach Bergsturz aufwändig saniert. Die Finanzierung kam aus dem Verkauf des Harrer-Wohnhauses durch die Gemeinde.